# أندي تود (لاعب كرة قدم)
أندي تود (بالإنجليزية: Andy Tod)‏ (4 نوفمبر 1971 بدنفيرملين في المملكة المتحدة - ) هو لاعب كرة قدم بريطاني في مركز الدفاع. لعب مع برادفورد سيتي ودندي يونايتد ودونفرملين أثلتيك وريث روفرز وستوكبورت كونتي وهارت أوف ميدلوثيان وفورفار أثلتيك ‏.

## وصلات خارجية
- أندي تود على موقع قاعدة بيانات كرة القدم.إي يو (الإنجليزية)
- أندي تود على موقع Soccerbase.com (لاعب) (الإنجليزية)